# Ich kauf’ mir lieber einen Tirolerhut

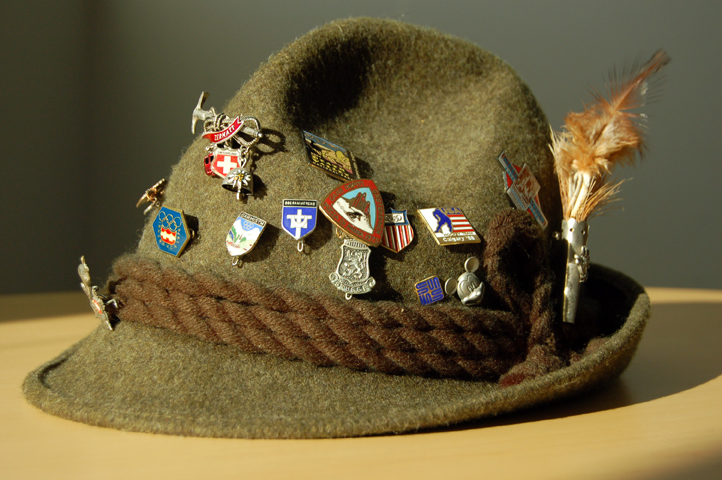
En tyrolerhatt.

"Ich kauf’ mir lieber einen Tirolerhut" är en schlagersång från 1962, som blivit en framgång i både original och i coverversioner på flera olika språk.

## Det tyskspråkiga originalet
Originalversionen "Ich kauf’ mir lieber einen Tirolerhut" sjöngs in av den trinidad-västtyska jazzmusikern och schlagersångaren Billy Mo. För musik och text stod Charly Niessen och Franz Rüger. 1 februari 1963 tog sig singeln in på den tyska singeltopplistan, där den under 12 veckor fanns på topp 10, varav fyra veckor på första platsen.
1965 kom schlagerfilmen Ich kauf' mir lieber einen Tirolerhut ut, där sången förekom och Billy Mo spelade med.

## Andra inspelningar
Sången har även spelats in av Billy Mo själv på engelska som "I'd Rather Buy Myself a Tyrolian Hat" och på nederländska som "Tiroler Hoed". Förutom flera coverversioner på tyska, finns den även inspelad på danska, dels av Jørgen Winckler (1963) och dels av Ole Søltoft (1969), på norska, dels av Arne Bendiksen (1963) och dels av Anita Hegerland (1969), och på svenska av Östen Warnerbring (1969), som "Du borde köpa dig en tyrolerhatt", med text på svenska av Stikkan Anderson. Östen Warnerbrings inspelning låg åtta veckor på Svensktoppen under perioden 21 september-9 november 1969, och toppade bland annat listan.